# کایو آلوز
کایو سزار آلوز دوس سانتوس (به پرتغالی: Caio César Alves dos Santos) بازیکن فوتبال اهل برزیل است 